# Aeroportul Maniitsoq
Aeroportul Maniitsoq (IATA: JSU, ICAO: BGMQ) este un aeroport din Qeqqata, Groenlanda ce deservește zona Maniitsoq. A fost numit după zona deservită.
Situat la o altitudine de 28 m, aeroportul dispune de 1 pistă. Este operat de Greenland Airport Authority⁠(d).

## Infrastructură

### Piste
Aeroportul dispune de o singură pistă. Pista are orientarea 16/34. 